# روري أرنولد
روري أرنولد (بالإنجليزية: Rory Arnold)‏ هو لاعب اتحاد الرغبي أسترالي، ولد في 1 يوليو 1990 في واجا واجا في أستراليا.

## وصلات خارجية
- روري أرنولد عل موقع إسبنسكروم (الإنجليزية)
- روري أرنولد على موقع ItsRugby.co.uk (الإنجليزية)